# Sasse
Sasse, wł. Klas Lindblad – fiński producent muzyczny, założyciel wytwórni Moodmusic Records. Styl artysty w głównej mierze stanowi IDM, jednak usłyszeć można także elementy gatunków house, electro i techno.
Jedną z inspiracji Sasse są nurty disco oraz italo disco, w tym twórczość Giorgio Morodera. Po wydaniu kilku singli, artysta wypuścił w maju 2006 r. swój debiutancki album pt. Made Within The Upper Stairs of Heaven. Brał także udział w produkcji albumu Out of the Woods, Tracey Thorn.

## Lista pseudonimów
Lindblad posługuje się licznymi pseudonimami, do których należą:
- Freestyle Man
- Cocamoto Exclusivo
- Morris Brown
- Sassomatic
- Thirsty Monk
- Winston Fletcher

## Dyskografia

### Albumy
- 2007 - Made Within the Upper Stairs of Heaven

### EP / Single
- 1996 - Sasse Presents... The Time Together EP
- 1997 - Jersey EP
- 1999 - The Better Weekend
- 2000 - Be With You
- 2000 - Fusion
- 2000 - The Bottom Line EP
- 2004 - Offenbach am Main
- 2004 - True Ways / Magic Hands
- 2004 - Untitled
- 2005 - Gota / Do Robots Have Soul?
- 2005 - Soul Sounds
- 2005 - Unreleased Vol. 7
- 2006 - Loosing Touch
- 2007 - All Devices On
- 2007 - All Good? / Sick At Home
- 2007 - Belvedere
- 2007 - Mount Juneau